# Institut Gottlieb Duttweiler
Pour les articles homonymes, voir GDI.
L'institut Gottlieb Duttweiler, appelé en allemand Gottlieb Duttweiler Institut ou GDI, est un think tank suisse.

## Histoire

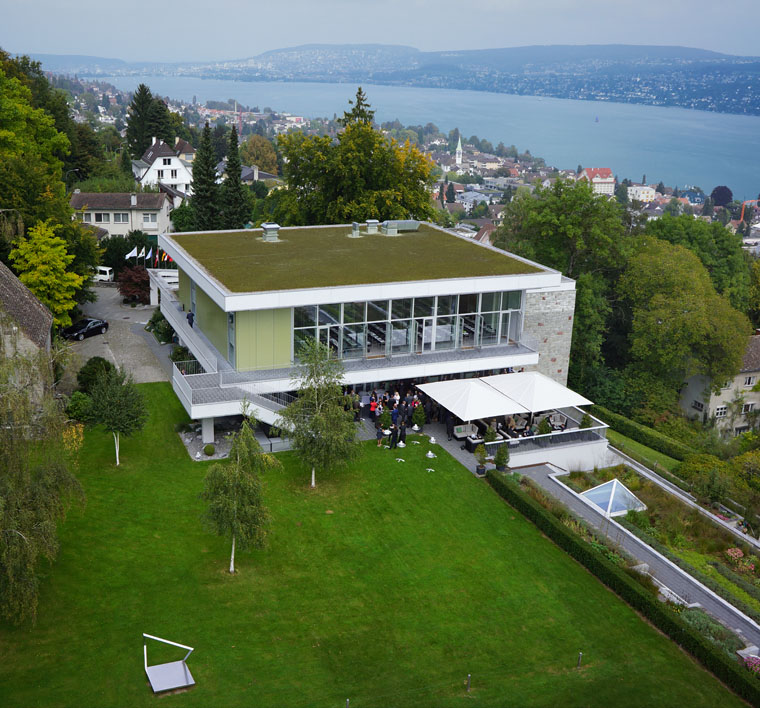
L'Institut Gottlieb Duttweiler en 2014.

L'institut est fondé en 1962 par Gottlieb Duttweiler dans sa demeure de Rüschlikon, sous la forme d'un « centre d'études sur les questions de politique économique et sociale ». L'institut, dont le nom est souvent abrégé en GDI, se concentre depuis sur la recherche indépendante et « la mise en relation du monde économique et de la société et pour un échange d'idées et d'expériences ».
Les directeurs successifs de l'institut ont été Jørgen Thygesen lors de la première année d'existence de l'association, Hans A. Pestalozzi de 1964 à 1979, Jürg Marx ad interim pendant une année à la suite du renvoi de son prédécesseur, Christian Lutz jusqu'en 1999, puis enfin David Bosshart.

## Activités
Parmi ses activités, l'institut publie des études (en particulier via une revue trimestrielle intitulée GDI Impuls) et organise différentes conférences sur ses thèmes de prédilection.
Il décerne également, à intervalles irréguliers, le « prix Gottlieb Duttweiler » à des personnalités qui se sont distinguées par une contribution exceptionnelle à l'intérêt général, parmi lesquelles le Prix Nobel de la paix Kofi Annan en 2008, le président tchécoslovaque Václav Havel en 1990 ou le cofondateur de Wikipédia Jimmy Wales en 2011.